# Матриця відповідальності

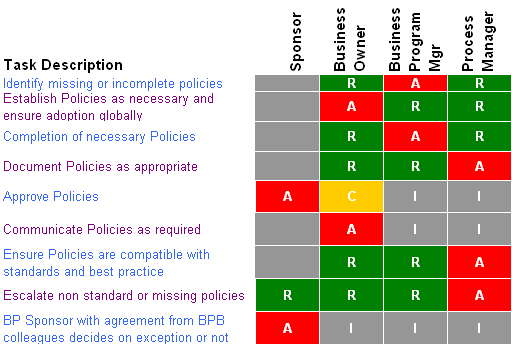

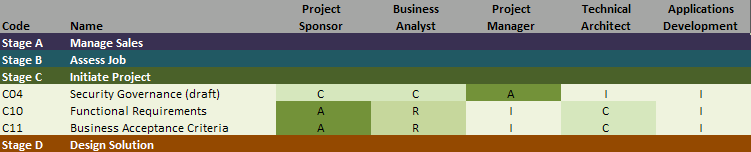

Ма́триця відповіда́льності (англ. Responsibility Assignment Matrix) забезпечує опис і узгодження структури відповідальності за виконання пакетів робіт (завдань чи операцій у проєкті чи процесі). Вона являє собою форму опису розподілу відповідальності за реалізацію робіт, із зазначенням ролі кожного з підрозділів при їх виконанні.

## Призначення
Матриця по одній осі містить список пакетів робіт (СПР). та по іншій осі —список підрозділів чи виконавців, що беруть участь у виконанні цих робіт. Елементами матриці є коди ролей відповідальності (із заздалегідь визначеного списку: "RACI" чи альтернативного).
Матриця відповідальності описує рольовий розподіл, акцентуючи на рівні задіяння та відповідальності, а не на функціональних чи професійних ролях.  Матриця є потрібною, коли, крім власника і виконавця, процес пов'язують з низкою інших ролей, таких як відповідальний (керівник), що бере участь (виконавець), інформований. Сукупність цих двох рольових розподілів дозволяє формувати матрицю, де представлені господар і виконавець (і) процесу в розрізі по операціях. Також такі матриці називаються RACI-діаграми (Responsible, Accountable, Consulted and / or Informed) .
Особливо корисна для прояснення відповідальності ролей в крос-функціональних проєктах і процесах.

## Варіанти матриці відповідальності (англомовна конотація)
Класичний RACI (укр. ВПКІ)R=Responsible, A=Accountable/Approver, C=Consulted, I=Informed
RACI (альтернативний)R=Responsible, A=Assists, C=Consulted, I =Informed
RACI (для прийняття рішень, укр. ВАКІ)R=Recommends, A=Approves, C=Consulted, I =Informed
RASCI (RASIC)R=Responsible, A=Accountable/Approver, S=Supported, C=Consulted, I=Informed
RACI-VS (VS-RACI)R=Responsible, A=Accountable/Approver, C=Consulted, I=Informed, V=Verifier, S=Signatory
RACIO (CAIRO)R=Responsible, A=Accountable/Approver, C=Consulted, I=Informed, O=Omitted/Out of the Loop
DACID=Driver, A=Approver, C=Contributors, I=Informed
RSIR=Responsible, S=Sponsor, I=Informed

### Розподіл обов'язків на проєкті у класичній матриці відповідальності:[1][2]
- Відповідальний(-а, -і)

Ті, хто відповідає за правильне виконання завдання, безпосередньо виконує роботи
- Підзвітний(-а) (також той(-а), що Затверджує або Авторизована затверджуюча особа -- для милозвучності та близькості з англ. абревіатурою RACI)

Той(-а) (одна особа на проєкт), хто в кінцевому підсумку відповідає за правильне й ретельне завершення результату або завдання, той, хто забезпечує виконання передумов завдання та хто делегує роботу відповідальним особам (також, може нести адміністративну чи фінансову відповідальність у випадку невиконання чи невчасного виконання)
- Консультує(-ють) (іноді Консультант або Порадник)

Ті, чиї думки запитують, як правило, експерти в певній галузі, і з ким існує двостороння комунікація
- Інформований(-а, -і) (також Поінформований)

Ті, кого тримають у курсі подій, інформують про зміни та результати (одностороння комунікація)

### ВАКІ - рекомендована українська абревіатура
Для легкості запам'ятовування, милозвучності, близькості до англомовного відповідника RACI та уникнення непорозуміння (змішування) понять "відповідальний" та "підзвітний" (responsible and accountable) пропонується використовувати наступну видозмінену абревіатуру в українській конотації ВАКІ:
- Відповідальний(-а, -і)
- Авторизована підзвітна особа
- Консультант(-ка, -и)
- Інформований(-а,-і)